# Shenzhou 4
La Shenzhou 4 (in cinese semplificato: 神舟四号) è una missione del programma spaziale cinese. Trasportava a bordo due manichini per testare i sistemi di supporto vitale in programma della prima missione con equipaggio: la Shenzhou 5.
Il velivolo spaziale era equipaggiato con un sacco a pelo, cibo e kit per il pronto soccorso. Gli oblò erano costruiti con un nuovo materiale disegnato per rimanere pulito durante la fase di rientro in modo che il taikonauta potesse confermare l'avvenuta apertura dei paracadute. La Shenzhou 4 aveva anche i sistemi di controllo manuale necessari per un volo con equipaggio. Una settimana prima del lancio i taikonauti si addestrarono nella Shenzhou per familiarizzare con i suoi sistemi.
Inizialmente la capsula era in un'orbita compresa fra 198 e 331 km con un'inclinazione. Alle 23:35 UTC del 29 dicembre 2002 l'orbita è stata portata fra 330 e 337 km. L'orbita è sembrata decadere il 1º gennaio probabilmente a causa del dispiegamento dei pannelli solari. Rispetto alla Shenzhou 3 l'orbita è stata più costante e sono servite meno manovre.
Nella Shenzhou 4 erano stati caricati 100 semi di peonia per studiare l'effetto dell'assenza di gravità sulle piante. Sono stati eseguiti 52 esperimenti nei campi della fisica, della biologia, della medicina, dell'osservazione terrestre, della scienza dei materiali e dell'astronomia.
Sono state usate quattro navi per la localizzazione della Shenzhou 4, una al largo della costa del Sudafrica nell'oceano Atlantico, una nell'oceano Indiano vicino all'Australia Occidentale, una nell'oceano Pacifico settentrionale a sud del Giappone ed una nell'oceano Pacifico meridionale ad ovest della Nuova Zelanda.
Il modulo di rientro è atterrato con successo nella regione della Mongolia Interna. Come nei voli precedenti il comando per il rientro è stato dato dalla nave al largo del Sudafrica. Il modulo orbitale è rimasto in orbita fino al 9 settembre 2003.